# 巴塞利切
巴塞利切（義大利語：Baselice），是意大利贝内文托省的一个市镇。总面积47.8平方公里，人口2631人，人口密度55.0人/平方公里（2009年）。ISTAT代码为062007。